# 沃特縣 (西維吉尼亞州)
沃特縣（英語：Wirt County）是美国西維吉尼亞州西北部的一個郡，面積608平方公里。根據2020年美國人口普查，共有人口5,194人。縣治伊莉莎白（Elizabeth）。该县是目前西弗吉尼亚州人口最少的县。成立於1848年1月19日。本縣紀念曾任美國司法部長的威廉·沃特（William Wirt）。

## 历史
1848年1月19日，沃特县由杰克逊县和伍德县的部分地区分离出来。该县以威廉·沃特（William Wirt，1772-1834）的名字命名。
第一位欧洲拓荒者是威廉·博尚（William Beauchamp，1743-1808），他是大陆海军的一名老兵，也是一名卫理公会牧师。博尚于1796年抵达，声称拥有小卡诺瓦河上的1400英亩土地。他耕种、建造磨坊，并规划了以他女儿的名字命名的伊丽莎白镇。
19世纪60年代，燃烧泉镇曾是石油热潮的发源地。1863年，南方邦联骑兵烧毁了该镇，并烧毁了10万加仑石油。
1863年6月20日，正值内战高峰期，沃特县是加入联邦、成为西弗吉尼亚州的50个县之一。同年晚些时候，西弗吉尼亚州的各县被划分为乡镇，旨在鼓励地方政府。但这在农业为主的西弗吉尼亚州并不切实际，1872年，乡镇改组为行政长官区。 沃特县被划分为七个区：本宁斯普林斯、克莱、伊丽莎白、纽瓦克、里迪、斯普林克里克和塔克。除了微小的调整外，七个历史悠久的行政长官区在一个多世纪中基本保持不变。20世纪80年代，它们被合并为三个新区：中部区、东北区和西南区。

## 地理
根据美国人口普查局的数据，该县总面积为235平方英里（610平方公里），其中233平方英里（600平方公里）为陆地，2.3平方英里（6.0平方公里或1.0%）为水域。

### 主要高速公路
- 5號西維吉尼亞州州道（英语：West Virginia Route 5）
- 14號西維吉尼亞州州道（英语：West Virginia Route 14）
- 47號西維吉尼亞州州道（英语：West Virginia Route 47）
- 53號西維吉尼亞州州道（英语：West Virginia Route 53）

### 邻近县
- 伍德县（西北部）
- 里奇县（东北部）
- 卡尔霍恩县（东南部）
- 罗恩县（南部）
- 杰克逊县（西南）

## 人口
| 调查年                                                      | 人口   | 备注  | %±     |
| ----------------------------------------------------------- | ------ | ----- | ------ |
| 1850                                                        | 3,353  |       | —      |
| 1860                                                        | 3,751  |       | 11.9%  |
| 1870                                                        | 4,804  |       | 28.1%  |
| 1880                                                        | 7,104  |       | 47.9%  |
| 1890                                                        | 9,411  |       | 32.5%  |
| 1900                                                        | 10,284 |       | 9.3%   |
| 1910                                                        | 9,047  |       | −12.0% |
| 1920                                                        | 7,536  |       | −16.7% |
| 1930                                                        | 6,358  |       | −15.6% |
| 1940                                                        | 6,475  |       | 1.8%   |
| 1950                                                        | 5,119  |       | −20.9% |
| 1960                                                        | 4,391  |       | −14.2% |
| 1970                                                        | 4,154  |       | −5.4%  |
| 1980                                                        | 4,922  |       | 18.5%  |
| 1990                                                        | 5,192  |       | 5.5%   |
| 2000                                                        | 5,873  |       | 13.1%  |
| 2010                                                        | 5,717  |       | −2.7%  |
| 2020                                                        | 5,194  |       | −9.1%  |
| 2021年估计                                                  | 5,063  | [ 4 ] | −2.5%  |
| U.S. Decennial Census 1790–19601900–1990 1990–20002010–2020 |        |       |        |

### 2000年人口普查
根据2000年美国人口普查，该县共有5,873人、2,284户和1,699个家族。人口密度为每平方英里25人（每平方公里9.7人）。共有3,266个住房单元，平均密度为每平方英里14个单元（每平方公里5.4个单元）。该县的种族构成为98.55%白人、0.29%黑人或非裔、0.20%原住民、0.10%亚裔、0.10%其他种族、0.75%来自两个或多个种族。0.31%的人口是任何种族的西裔或拉美裔。
共有2,284户家庭，其中35.20%有18岁以下儿童与其同住，61.50%为同居夫妇，8.90%有一位没有丈夫的女性户主，25.60%为非家庭。所有家庭中有22.20%由个人组成，11.60%有65岁或以上的独居者。平均户规模为2.56，平均家庭规模为2.97。
该县人口分布广泛，25.40% 的人口年龄在 18 岁以下，7.60% 的人口年龄在18至24岁之间，29.60%的人口年龄在25至44岁之间，24.40%的人口年龄在45至64岁之间，13.00%的人口年龄在65岁及以上。平均年龄为38岁。每100名女性对应100.20名男性。每100名18岁及以上的女性对应97.00名男性。
该县家庭收入中位数为30,748美元，家庭收入中位数为33,872美元。男性收入中位数为29,088美元，女性收入中位数为17,965美元。该县人均收入为14,000美元。约有17.00%的家庭和19.60%的人口处于贫困线以下，其中18岁以下人口占25.60%，65岁及以上人口占13.90%。

### 2010年人口普查
根据2010年美国人口普查，该县共有5,717人、2,391户和1,689个家族。人口密度为每平方英里24.6人（9.5/平方千米）。 共有3,231个住房单元，平均密度为每平方英里13.9个单元（5.4个单元/平方千米）。该县的种族构成为97.5%白人、1.5%黑人或非裔美国人、1.7%两个或两个以上种族、0.2%亚裔、0.2%美洲印第安人。西班牙裔或拉丁裔占人口的0.5%。就血统而言，23.5%是美国人，23.0%是德国人，12.4%是爱尔兰人，9.3%是英国人。
在2,391户中，28.7%有18岁以下儿童同住，56.1%为同居夫妇，9.5%有一位没有丈夫的女性户主，29.4%为非家庭，25.2%的家庭由个人组成。平均户规模为2.39，平均家庭规模为2.82。平均年龄为44.4岁。
该县家庭收入中位数为36,705美元，家庭收入中位数为43,517美元。男性收入中位数为35,829美元，女性收入中位数为28,460美元。该县人均收入为 18,438 美元。约有 11.8% 的家庭和19.2%的人口处于贫困线以下，其中18岁以下人口占31.6%，65岁及以上人口占8.3%。